# Kamień Mały (Mazovie)
Pour les articles homonymes, voir Kamień Mały.
Kamień Mały (prononciation : [ˈkamjɛɲ ˈmawɨ]) est un village polonais de la gmina de Wieniawa dans le powiat de Przysucha de la voïvodie de Mazovie dans le centre-est de la Pologne.
Il se situe à environ 4 kilomètres à l'ouest de Wieniawa (siège de la gmina), 10 kilomètres à l'est de Przysucha (siège du powiat) et à 95 kilomètres au sud de Varsovie (capitale de la Pologne).
Le village compte approximativement une population de 140 habitants en 2006.

## Histoire
De 1975 à 1998, le village appartenait administrativement à la voïvodie de Radom.